# ماکسیم برناوئر
ماکسیم برناوئر (انگلیسی: Maxime Bernauer؛ زادهٔ ۱ ژوئیهٔ ۱۹۹۸) بازیکن فوتبال است.
وی همچنین در تیم‌های ملی فوتبال France national under-16 football team و زیر ۱۷ سال فرانسه بازی کرده‌است.